# MG Motor
Nota: Este artigo é sobre a atual MG. Para a fabricante história veja MG Cars e Grupo MG Rover.
A MG Motor UK Limited (MG Motor) é uma empresa automotiva de propriedade da montadora estatal chinesa SAIC Motor, com sede em Xangai. A MG Motor projeta, desenvolve e comercializa carros vendidos sob a antiga marca britânica MG, enquanto a fabricação de veículos ocorre em suas fábricas na China, Tailândia e Índia. O design dos carros foi originalmente projetado pela MG Motors na antiga fábrica da MG Rover, em Longbridge, mas agora a maior parte do design, desenvolvimento e P&D ocorre nos laboratórios da SMTC, em Londres.

## História
Após o encerramento da MG Rover Group em 2005, a montadora chinesa Nanjing Automobile adquiriu a fábrica da MG Rover, em Longbridge e a própria marca MG por £ 53 milhões (US$ 97 milhões). A Nanjing Automobile estabeleceu formalmente a NAC MG UK Limited como uma holding para os ativos adquiridos em 12 de abril de 2006. Em março de 2007, a Nanjing Automobile apresentou os primeiros veículos MG fabricados na China, o MG TF, MG 3 e MG 7. Os carros voltaram a ser montados em Longbridge, com a produção do MG TF LE500 entre agosto de 2007 à setembro de 2016. Em 2007, a Nanjing Automobile foi adquirida pela SAIC Motor, e no início de 2009, a holding NAC MG UK Limited foi renomeada para MG Motor UK Limited.
O primeiro modelo totalmente novo da MG em 16 anos, o MG6, lançado oficialmente em 26 de junho de 2011 durante uma visita à fábrica da MG Motor em Longbridge pelo primeiro-ministro chinês Wen Jiabao. Em março de 2012, a SAIC investiu um total de £450 milhões na MG Motor. As vendas no Reino Unido totalizaram 782 unidades em 2012. O MG3 foi disponibilizado no Reino Unido em setembro de 2013. A MG Motor foi eleita o terceiro lugar na categoria 'Melhor Fabricante' na pesquisa da revista Auto Express em 2014. O ano de 2014 também viu a MG Motor comemorar o 90º aniversário da marca MG. Eles desfrutaram de mais comemorações com um ano recorde em que a empresa liderou o crescimento da indústria automobilística do Reino Unido em 2014. As vendas da marca aumentaram 361% em 2014, em parte graças à introdução do MG3 na linha da MG, com um total de 2.326 unidades vendidas no Reino Unido. Durante 2014, a MG foi a marca de crescimento mais rápido na Grã-Bretanha, conforme demonstrado pelos números oficiais da Society of Motor Manufacturers and Traders. Em 23 de setembro de 2016, a MG Motor anunciou que toda a produção de automóveis foi encerrada em Longbridge e, a partir de então, os veículos MG seriam importados para o Reino Unido.
Em 2018, a SAIC Design inaugurou um novo estúdio de design avançado em Londres, que lida com o design avançado de veículos MG e Roewe.

## Operações

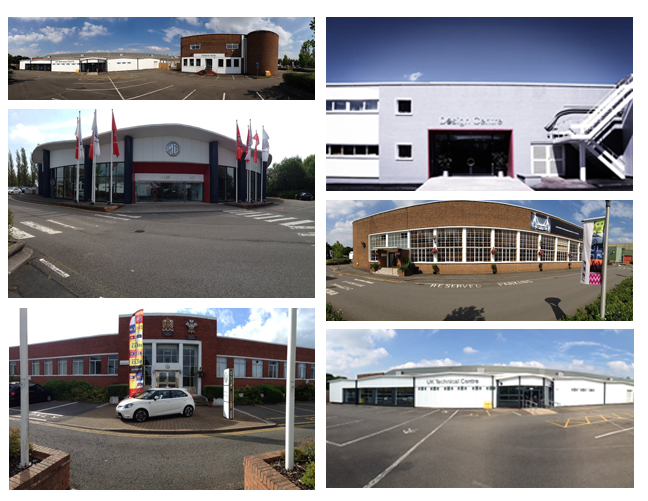
Centro técnico e de design da MG Motor UK HQ–SAIC UK

### Instalações
A MG Motor continuou a montar na histórica fábrica de Longbridge até 2016, quando a produção terminou, mas mantem um grande centro técnico, a SAIC Motor Technical Center, que emprega cerca de 500 pessoas em seu pico, juntamente com um estúdio de design. A SAIC reduziu ainda mais sua presença em Longbridge em 2019, com o Centro Técnico reduzido para 20 funcionários e transferido para Londres.
A MG tem uma concessionária de £ 30 milhões no Piccadilly Circus, em Londres, que foi inaugurada em julho de 2015. A MG Motors tem revendedores na Austrália e na Nova Zelândia.

### Desenvolvimento
Os veículos da MG eram projetados principalmente no Reino Unido entre 2005 e 2019, porém, desde então, os mesmo deixaram de ser totalmente projetados no Reino Unido. Hoje, a Pesquisa e Desenvolvimento é realizada em Longbridge, pela SMTC (SAIC Motor Technical Center), que tem design significativo e contribuições de engenharia para os produtos SAIC globalmente.
A MG tem sede no Reino Unido, com produção na China, Tailândia (a partir de 2016) e Índia (desde 2019), mas o projeto principal foi realizado na sede de da MG, em Longbridge (Birmingham). O Studio está localizado em um edifício recentemente reformado no coração de Londres, em Marylebone Road. O novo espaço criativo é a primeira instalação da SAIC, especializada em tecnologia avançada de design digital, e trabalhará em conjunto com outros estúdios de design da montadora para dar suporte a projetos de produtos futuros para marcas como MG e Roewe.
Advanced London é o segundo estúdio de design da SAIC Motor estabelecido na Europa, seguindo o estúdio em Longbridge, inaugurado em 2011. O London Design Studio se concentrará mais em projetos avançados de pesquisa de design e exploração de ideias conceituais. O London Design Studio faz uso de tecnologia avançada de realidade virtual para projetar veículos, o que permite que os projetistas mergulhem totalmente nos conceitos de design, melhorando muito o nível de detalhamento no qual as ideias podem ser revisadas antes de serem transformadas em modelos físicos (mais caros de produzir). O uso de funções de ponta como esta permitirá que a Advanced London explore conceitos inovadores, ampliando as possibilidades de design. A Advanced London é gerenciada pelo Diretor Europeu de Design Avançado da SAIC Design, Carl Gotham.

### Produção
Após o colapso do MG Rover, a Nanjing Automobile deu continuidade a produção na fábrica de Longbridge . Nanjing usou Longbridge para produzir o MG TF, com algumas modificações. A SAIC assumiu a propriedade da MG e, a partir de 2010, o recém-lançado MG 6 foi produzido na China. No entanto, a partir de 13 de abril de 2011, a MG Motor começou a produzir o MG 6 em Longbridge. A partir de 2013, o MG 3 também foi montado (mesmo que de modo limitado) na mesma fábrica.
A atividade em Longbridge foi gradualmente reduzida em setembro de 2016, quando a produção nas instalações de Longbridge foi interrompida em e transferida para a China, com Matthew Cheyne, chefe de vendas e marketing da MG Motor UK, citando que "mover a produção para o exterior foi uma decisão comercial necessária". Vinte e cinco funcionários foram demitidos como resultado da mudança e outros funcionários foram transferidos para diferentes áreas. Isso marcou o fim da produção do MG no Reino Unido, e a produção foi totalmente transferida para a China, com mais tarde uma fábrica na Tailândia.
Em 2019, a MG Motor planejou abrir uma quarta fábrica na China, em Ningde, província de Fujian . A fábrica se especializará na produção de veículos elétricos, com o novo carro esportivo de produção totalmente elétrico sendo produzido na fábrica. O próximo SUV da MG e da Roewe, codinome IS 32 (MG) e IS 31 (Roewe), também será produzido nessa fábrica.

## Produtos
| Modelos Atuais |             |                                    |                   |                                  |                         |
|                | Modelo      | Tipo                               | Ano de Lançamento | Ano de Lançamento (Versão Atual) | Observação              |
|                | MG Comet EV | Citadino Elétrico (Segmento A)     | 2022              | 2022                             | Versão do Wuling Air EV |
|                | MG4 EV      | Hatch Compacto (Elétrico)          | 2022              | 2022                             |                         |
|                | MG5         | Hatch/Sedã Compacto                | 2012              | 2020                             |                         |
|                | MG6         | Sedã Compacto (Segmento C)         | 2009              | 2016                             |                         |
|                | MG7         | Sedã Médio (Segmento D)            | 2023              | 2023                             |                         |
|                | Cyberster   | Roadster                           | 2023              | 2023                             |                         |
|                | MG ZS       | Crossover Subcompacto (Segmento B) | 2017              | 2017                             |                         |
|                | MG HS       | Crossover Compacto                 | 2019              | 2019                             |                         |
|                | MG One      | Crossover Compacto                 | 2021              | 2021                             |                         |
|                | MG Hector   | Crossover Compacto                 | 2018              | 2021                             | Versão do Baojun 530    |
|                | MG RX5      | Crossover Compacto                 | 2016              | 2016                             | Versão do Roewe RX5     |
|                | MG Gloster  | SUV Médio                          | 2017              | 2017                             | Versão do Maxus D90     |
|                | MG RX8      | SUV Médio                          | 2018              | 2018                             | Versão do Roewe RX8     |
|                | MG Extender | Camionete Média                    | 2016              | 2019                             | Versão do Maxus T70     |
|                | MG Maxus 9  | Minivan (Elétrica)                 | 2021              | 2021                             | Versão da Maxus Mifa 9  |
|                | MG V80      | Furgão                             | 2019              | 2019                             | Versão da Maxus V80     |

| Modelos Antigos |        |                             |                   |                 |
|                 | Modelo | Tipo                        | Ano de Lançamento | Fim de Produção |
|                 | MG TF  | Roadster                    | 1995              | 2011            |
|                 | MG3    | Hatch Compacto (Segmento B) | 2008              | 2018            |
|                 | MG GT  | Sedã Compacto (Segmento C)  | 2014              | 2019            |
|                 | MG GS  | Crossover Compacto          | 2015              | 2019            |

### Carros Conceituais
- MG Icon: Conceito de SUV revelado no Salão do Automóvel de Pequim em 2012;
- MG CS: Conceito de SUV revelado no Salão do Automóvel de Xangai em 2012;
- MG EV: Um supermini elétrico baseado no Roewe E50, revelado em 2014;[28]
- MG E-Motion: Conceito de esportivo elétrico revelado no Salão do Automóvel de Xangai em 2017;[29]
- MG X-Motion: Conceito de SUV revelado no Salão do Automóvel de Pequim em 2018. Serviu de base para o MG HS.